# Каравански саобраћај
Каравански саобраћај је облик копненог саобраћаја који се базира на преносу робе товарним животињама, које се крећу заједно за путницима. Данас је овај вид путовања карактеристичан за слабије развијене земље и пустињске и полупустињске области.
Каравански саобраћај може бити — према врсти животиње:
- на коњима (широко распорострањен)
- на магарцима (у приморским пределима)
- на мазгама
- на камилама (у пустињским областима
- на слоновима (на Индијском потконтиненту)
- на јаковима и др. (на Тибету и у Кини)